# Mini Motorways
Mini Motorways est un jeu de puzzle et de stratégie édité et publié par Dinosaur Polo Club. Le jeu à pour objectif de gérer le trafic d'une ville en expansion.
Le jeu sort sur Apple Arcade en septembre 2019, sur la boutique Steam en juillet 2021 et sur Nintendo Switch en mai 2022.

## Gameplay
Le jeu se joue de la même manière que Mini Metro, son prédécesseur, sauf qu'il implique la construction de routes au lieu de lignes de métros. Le jeu consiste à connecter des maisons de différentes couleurs qui contiennent des voitures, avec des bâtiments commerciaux, et ce de manière la plus optimisée possible,. De nouveaux bâtiments et maisons apparaissent au hasard sur la carte au fur et à mesure que le jeu progresse. Les bâtiments ont des épingles que les voitures de la bonne couleur doivent collecter. Le score correspond au nombre d'épingles qui ont été collectées. À la fin de chaque semaine de jeu, le joueur reçoit des améliorations telles que davantage de routes, de ponts, d'autoroutes et de feux de circulation. Si trop peu de voitures atteignent les bâtiments, un minuteur s'enclenche. Une fois que le minuteur est terminé, le jeu s'arrête.

## Critiques
Mini Autoroutes reçoit des critiques positives lors de sa sortie. Nathan Reinauer de TouchArcade fait l'éloge de la bande-son du jeu et du style artistique minimaliste, tous deux similaires à Mini Metro.
Certains éléments du jeu sont cependant critiqués, comme les feux de signalisation, qui peuvent aggraver le trafic sur certaines intersections,.